# Manoba tornalis
Manoba tornalis är en fjärilsart som beskrevs av George Francis Hampson 1914. Manoba tornalis ingår i släktet Manoba och familjen trågspinnare. Inga underarter finns listade i Catalogue of Life.